# VfB Homberg
Maillots
Le VfB Homberg est un club allemand de football, localisé dans le district de Homberg, à Duisbourg en Rhénanie-du-Nord-Westphalie.
Le club tire son nom actuel d’une fusion, survenue en juillet 1969, entre le Homberger SV 03 et le SpVg 89/19 Hochheide.

## Histoire

### Homberger SV 03
Les origines du club actuel remontent au 7 juin 1903 et la création du Fussballverein (FV) Teutonia Homberg. Ce club fut rejoint le 3 février 1910 par le Moerser Spielverein pour former le Grafschafter SV Moers.
En 1911, un autre club se détacha du Grafschafter SV Moers sous l’appelation Homberger SV. En 1919, ce cercle fusionna avec le Sport Club Preussen 1908 Homberg et la section football du SC Union Homberg.
En 1930, le Homberger SV participa au tour final du championnat de la Westdeutschland Fussball Verband.
En 1933, le football allemand tomba sous la coupe des Nazis qui arrièrent au pouvoir. Immédiatement, le régime hitlérien exigea et implanta une réforme des compétitions avec la création de 16 ligues régionales, les Gauligen. Le Homberger SV n’y fut pas retenu d’emblée, mais accéda à la Gauliga Niederrhein en 1934. Le club fut relégué au bout d’une saison.
En 1945, le Homberger SV fut dissous par les Alliés, comme tous les clubs et associations allemands (voir Directive n°23). Mais le cercle fut rapidement reconstitué.
Evoluant au niveau 3 du football allemand, dans les années 1950, le Homberger SV 03 enleva plusieurs titres de sa ligue régionale. En 1953, il atteignit la finale du Championnat d’Allemagne Amateur, mais s’inclina (2-3) contre le SC Bergisch-Gladbach.
En 1964, un an après la création de la Bundesliga (Division 1) et de la Regionalliga (Division 2), le Homberger SV gagna le droit de monter en Regionalliga West. Le club ne joua qu’une saison au niveau 2 puis fut relégué.
Le club recula alors dans la hiérarchie et ne fut plus jamais en mesure de sortir de l’anonymat. En 1969, à la demande de la ville, le club fusionna avec le SpVg 89/19 Hochheide pour former le VfB Homberg.

### SpVgg 89/19 Hochheide
Ce club fut créé en 1919 sous le nom de Sportverein Hochheide. En 1922, il rejoignit la section football du SC Union Homberg.
En 1923, le club joua sous la dénomination de SpVgg 19 Homberg-Hochheide.
Après la Seconde Guerre mondiale, le club fut dissous par les Alliés, comme tous les clubs et associations allemands (voir Directive n°23). Le SpVgg fut reconstitué en s’associant avec le Turnverein 1889 Hochheide pour former le Sportgemeinde (SG) Hochheide qui prit plus tard l’appellation de SpVgg 89/19 Hochheide.
Le club évolua un temps au 3e niveau de la hiérarchie, puis fut relégué en Landesliga au début des années 1960.
En 1969, sur la demande de la localité de Homberg, il fusionna avec le Homberger SV 03 pour former le VfB Homberg.

### VfB Homberg
Lors de sa formation en 1969, le VfB Homberg évolua au 3e niveau de la hiérarchie allemande, sous la Bundesliga et la Regionalliga. En 1974, il descendit d’un rang.
En 1990, le VfB monta en Oberliga Nordrhein (niveau 3). Il y joua deux saisons puis redescendit. 
Le VfB Homberg patienta jusqu’en 2005 pour retrouver l’Oberliga Nordrhein, mais cette ligue était alors devenue l’équivalent de la Division 4.
En 2008, il fut relégué en Verbandsliga, alors que l’Oberliga Nordtrhein fusionnait avec l’Oberliga Westaflen pour former l’Oberliga Nordrhein-Westfalen (ou NRW Liga) au niveau 5, à la suite de l’instauration de la 3. Liga (au niveau 3).
En vue du championnat 2010-2011, le VfB Homberg remonta en NRW Liga (niveau 5).

## Palmarès

### Homberger SV 03
- Vice-Champion d’Allemagne Amateur: 1953.
- Champion de l’Amateurliga Niederrhein: 1953, 1955, 1963, 1964.